# Kiribatiska köket

Kiribatis flagga

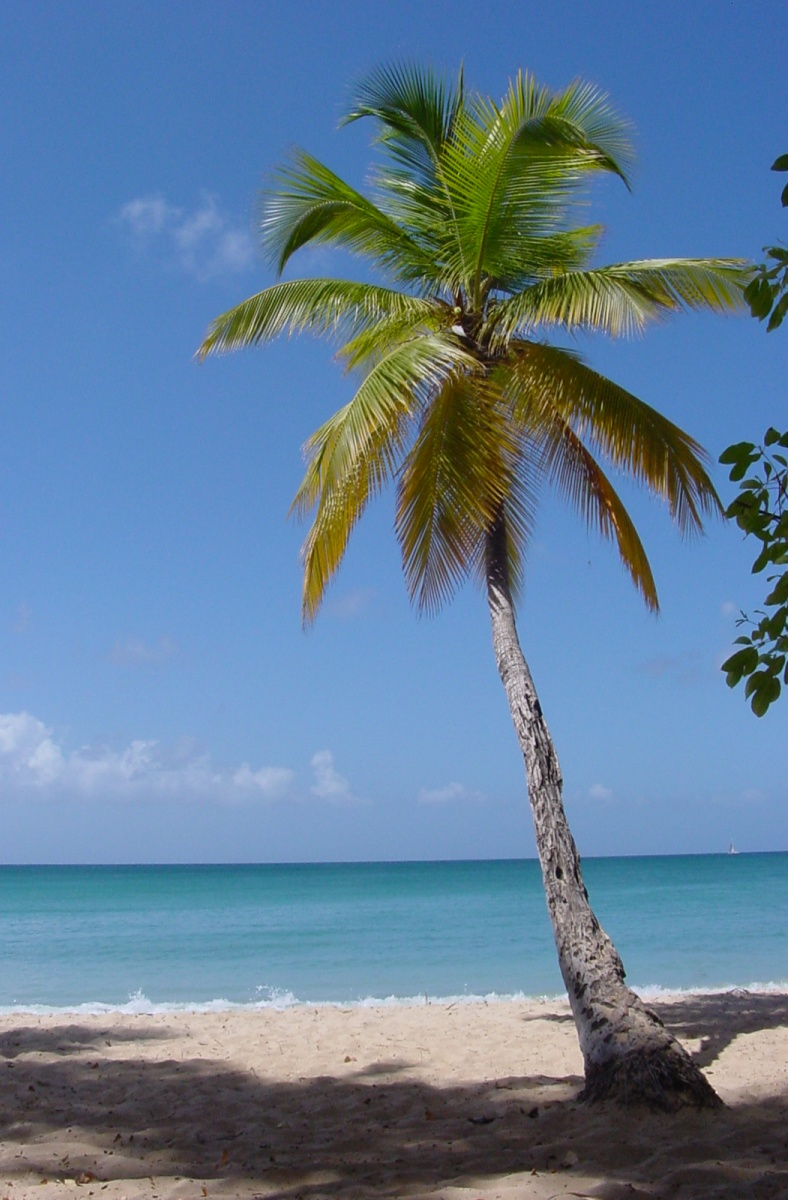
Kokospalmer är vanliga på Kiribati och kokos används ofta i matlagningen

Det kiribatiska köket kännetecknas av mycket frukt och grönsaker varav många växer lokalt på Kiribati. Kiribati har en rik blandning av olika sorters mat som lokalbefolkningen uppskattar. Kokosnötter, tari och sötpotatis är exempel på populära frukter och grönsaker på Kiribati. Man äter även gärna skaldjur.
Kiribati är en även en stor exportör av sjögräs.
En av traktens specialiteter är tunt skivad frukt på grillspett. Palu sami är en speciell rätt som bara finns på Kiribati, den består av kokosnötskräm med skivad lök och curry. Detta bäddas in i tarolöv som sedan tryckkokas i ugn tillsammans med sjögräs. Palu sami äts ofta tillsammans med grillat fläskkött eller curry. En annan populär maträtt är råa räkor i en blandning av matolja, vinäger och vitlök. Man brukar då använda bananblad för att smaksätta ytterligare. Olika såser är också populärt i Kiribati, sås används till nästan alla maträtter.
En stapelvara i Kiribati är ris. Ris serveras till de flesta maträtter i Kiribati. 
På grund av Kiribatis läge mitt ute i stilla havet är det givetvis även vanligt med fisk och skaldjur, till exempel ål. Kiribati består av mer än 33 öar och varje ö har sin egen matkultur, även om köket i det stora hela är ganska lika. Huvudstaden Bairiki är känd för sin marknad och där säljs bland annat färsk fisk och färska kokosnötter. 
Många människor i Kiribati tror att mat är en gåva från Gud, och att mat ska behandlas med respekt.